# Складні судження
Складне судження — судження, яке складається з кількох простих суджень.
Складне судження (висловлювання) є об'єктом вивчення розділу логіки, який називають логікою висловлювань. Логіка висловлювань є важливою частиною сучасної формальної логіки, оскільки саме на цій теорії ґрунтуються інші складові логіки.
Складні судження утворюються із простих за допомогою логічних сполучників: якщо…то, і, або та їм рівнозначних.
До складних суджень належать умовні, єднальні і розподільні судження.
Умовне судження (імплікативне) — це судження, утворене з двох простих суджень, що перебувають у відношенні підстави і наслідку, пов'язаних за допомогою логічного сполучника якщо…то.
Наприклад: якщо всі юристи знають логіку, то і деякі юристи знають логіку.
Умовне судження складається з підстави і наслідку. Та частина умовного судження, котра виражає умови існування якогось явища, називається підставою, а частина умовного судження, яка виражає те, що обумовлюється даною умовою, називається наслідком умовного судження.
У юридичному законодавстві чимало умовних суджень виражені не сполучником якщо…то, а словами у випадку, коли і т. д. Частка то у логічного сполучника якщо…то часто випущена.
Умовне судження є істинним, якщо воно правильно відображає умовну залежність одного явища від другого. Якщо між явищем, про яке йдеться у підставі умовного судження, і явищем, про котре йдеться у наслідку умовного судження, дійсно існує та умовна залежність, про яку йдеться в умовному судженні, то таке умовне судження є істинним, воно правильно відображає зв'язок між явищами.
Якщо ж між явищами і дійсністю немає тієї умовної дійсності, про яку йдеться в умовному судженні, то таке умовне судження є хибним, воно викривляє дійсність.
Умовне судження є істинним або хибним, у тому випадку, коли в ньому йдеться про явище, існуюче в дійсності, так і в тому випадку, коли в ньому йдеться про явища, існування яких можливе в майбутньому, а також таких, про котрі ми знаємо, що вони не існують і не будуть існувати.
Таблиця істинності імплікативних суджень має такий вигляд:
| А | В | А→В |
| - | - | --- |
| і | і | і   |
| і | х | х   |
| х | і | і   |
| х | х | і   |

Умовні судження бувають виділяючі та невиділяючі. Нами розглянуто умовні невиділяючі судження.
Виділяючим умовним судженням називається таке умовне судження обидві частини якого можуть бути як підставою, так і наслідком. Наприклад: якщо частина предмета є частиною одного й того ж предмета, то рельєф окремих частин збігається. Структуру виділяючого умовного судження можна записати так: А~В.
Виділяюче умовне судження істинне тільки у двох випадках, а саме: коли підстава і наслідок істині, і коли підстава і наслідок хибні. Наведемо таблицю істинності виділяючих умовних суджень:
| А | В | А~В |
| - | - | --- |
| і | і | і   |
| і | х | х   |
| х | і | х   |
| х | х | і   |

Єднальні судження (кон'юнктивні) — судження суб'єкту якого належать усі перелічені предикати. Єднальні судження утворюються з простих за допомогою сполучника і позначається цей сполучник знаком Λ. наприклад: Я склала залік з логіки і судової медицини. Структура кон'юнктивних суджень записується за допомогою формули S є P1 і Р2 і Р3, або АΛВ.
Кон'юнктивне судження, як судження складне, є істинним лише у тому випадку, коли істині усі судження, що його складають, і хибне тоді, коли є хибним хоча б одне із похідних суджень.
Таблиця істинності кон'юнктивних суджень:
| А | В | АΛВ |
| - | - | --- |
| і | і | і   |
| і | х | х   |
| х | і | х   |
| х | х | х   |

Тут А і В — прості, похідні судження, АΛВ — складне кон'юнктивне судження утворене з двох простих (А і В) за допомогою єднального сполучника і.
У юридичному законодавстві у правовій науці кон'юнктивні судження досить часто виражаються не тільки сполучником і, а й іншими сполучниками і сполучними словами, такими, як: але, а, а також, через кому тощо.
Розподільні судження (диз'юнктивні) — судження, утворені із простих за допомогою поєднання їх логічним сполучником або.
Розрізняють два види розподільних суджень: розподільно-виключаючі та єднально-розподільні. Розподільно-виключаючим називається таке судження в якому ознаки виражені предикатами, виключають один одного. ці судження виражаються сполучникомабо. Структура розподільно-виключаючого судження записується так: S є P1, або Р2…або Рn.
Розподільно-виключаючі судження будуть істинними тільки тоді, коли одне із суджень, що до нього входить буде істинне, а решта хибними.
Таблиця істинності розподільно-виключаючих суджень:
| А | В | А Ѷ В |
| - | - | ----- |
| і | і | х     |
| і | х | і     |
| х | і | і     |
| х | х | х     |

Єднально-розподільним судженням називається таке розподільне судження, в якому суб'єкту може належати не тільки один, а й усі перелічені предикати. Ці судження виражаються сполучником або. наприклад: Буду читати підручник, або складати з нього конспект.
Сполучник або розділяє ознаки предмета, відділяє їх одне від одного і допускає можливість поєднання ознак, їх суміщення. Цим єднально-розподільні судження відрізняються від розподільно-виключаючих суджень. Формула єднально-розподільного судження така: S є P1, або Р2,…або Рn, або А V В.
Єднально-розподільне судження буде істинним, коли хоча б одне із простих суджень, які його утворюють, є істинними, а хибними тоді, як усі прості судження, котрі його утворюють, хибні.
Таблиця істинності єднально-розподільних суджень така:
| А | В | А V В |
| - | - | ----- |
| і | і | і     |
| і | х | і     |
| х | і | і     |
| х | х | х     |

Граматично єднально-розподільні судження в юридичному законодавстві і правовій науці виражаються не тільки сполучником або, а й іншими сполучниками і словами — оскільки, також, так, а також за допомогою коми.
Еквівалентність — судження, що складається з двох простих, пов'язаних подвійною умовною залежністю «якщо, і тільки якщо», «якщо, то». Формула еквівалентності суджень : A→B?~AvB.
Еквівалентні судження будуть істинними лише у випадках, коли обидва простих суджень набувають одного значення.
Таблиці істинності еквівалентних суджень:
| A | B | A→B |
| - | - | --- |
| і | і | і   |
| і | х | х   |
| х | і | і   |
| х | і | х   |

| A | B | ~AvB |
| - | - | ---- |
| х | і | і    |
| х | х | х    |
| і | і | і    |
| і | і | х    |

```
Очевидно, що подвійна імплікація цих формул є тавтологією:
```

(A→B)"-"(~AvB)
| і | і | і |
| х | і | х |
| і | і | і |
| і | і | і |